# Gravois Mills
Gravois Mills è un villaggio degli Stati Uniti d'America, situato nello Stato del Missouri, nella contea di Morgan.